# MegaMan NT Warrior
MegaMan NT Warrior (Originaltitel: Rockman.EXE (ロックマンエグゼ)) ist eine Reihe von Anime und Manga, die auf der Videospielreihe MegaMan bzw. genauer Mega Man Battle Network von Capcom basiert.
Der Anime wurde für den westlichen Markt bearbeitet und gelangte in dieser Fassung auch nach Deutschland, wo die erste Staffel unter dem Namen MegaMan NT Warrior auf dem Sender RTL II ausgestrahlt wurde. Weitere Staffeln blieben jedoch aus.

## Handlung
Lan Hikari (光熱斗, Hikari Netto) ist ein Junge aus DenTech City, der sich nichts mehr wünscht als einen persönlichen NetNavi, mit dem er in sogenannten NetBattles gegen seine Freunde antreten kann. Als sein Vater ihm den Wunsch in Form von MegaMan (ロックマン, Rockman) erfüllt, ist er zunächst wenig von seinem neuen Freund begeistert, doch schon bald stellt sich heraus, dass er so stark ist, um mit ihm in einem anstehenden großen Turnier, dem N1-Grand-Prix, teilzunehmen, in dessen Finale Lan und MegaMan schließlich vorrücken können.
Lan verliert das Finale, Pharaoman erwacht und löscht MegaMan. Er wird jedoch wiederhergestellt und Pharaoman löscht sich selbst. Danach geht Lan auf eine Weltreise, die er als Zweitplatzierter des N1-Grand-Prix gewonnen hat. Nach seiner Rückkehr nach DenTech City zeigt Maylu (桜井メイル, Sakurai Meiru) ihm NetCity, eine riesige Stadt in der Cyberwelt. Ein mysteriöser Mann namens Kid Grave will NetCity jedoch zerstören. In den letzten Folgen der Serie wird das „Virenbiest“ auf NetCity losgelassen. Bass absorbiert das Virenbiest, doch dieses befreit sich aus seinem Körper. Lan und die Anderen erfahren von Dr. Wily, dass Kid Grave nur ein Roboter ist und dass Bass die Wiedergeburt von Pharaoman ist. Unterdessen steht MegaMan, der von Bass mit einem Virus infiziert wurde, kurz vor der Löschung. Er flieht eigenmächtig nach NetCity und absorbiert im „VirenStyle“ NetCity und das Virenbiest. Jedoch stellt er am Ende der vorletzten Folge NetCity wieder her und befreit sich selbst von dem Virus. In der letzten Folge müssen Lan und seine Freunde ein Einkaufszentrum von Viren in der realen Welt befreien. Am Ende erscheint auch MegaMan in der realen Welt und löscht das riesige Lebensvirus. Lan weckt am Ende seinen Vater, dessen fehlgeschlagenes Experiment für die Vireninvasion verantwortlich war.

## Veröffentlichungen

### Anime
Von Studio Xebec stammen mehrere Anime-Serien unter der Regie von Takao Kato. Die Musik stammt von Katsumi Horii.
Die erste Serie Rockman.EXE (ロックマンエグゼ, Rokkuman Eguze) mit 56 Folgen wurde vom 4. März 2002 bis 31. März 2003 auf TV Tokyo ausgestrahlt, Rockman.EXE Axess (ロックマンエグゼAXESS, Rokkuman Eguze Axess) mit 51 Folgen vom 4. Oktober 2003 bis 25. September 2004, Rockman.EXE Stream (ロックマンエグゼStream, Rokkuman Eguze Stream) ebenfalls mit 51 Folgen vom 2. Oktober 2004 bis 24. September 2005, Rockman.EXE Beast (ロックマンエグゼBEAST, Rokkuman Eguze Beast) mit 25 Folgen vom 1. Oktober 2005 bis 1. April 2006, und schließlich Rockman.EXE Beast+ (ロックマンエグゼBEAST+, Rokkuman Eguze Beast+) mit 26 Folgen vom 8. April bis 30. September 2006.
Am 12. März 2005 wurde der 50-minütige Kinofilm Rockman.EXE: Hikari to Yami no Program (ロックマンエグゼ 光と闇の遺産, Rokkuman Eguze: Hikari to Yami no Puroguramu) in den japanischen Kinos als Double Feature mit Duel Masters: Curse of the Deathphoenix gezeigt.

### MegaMan NT Warrior
MegaMan NT Warrior ist der Titel der US-amerikanischen Bearbeitung der ersten beiden Staffeln des Anime. Diese wurden durch den amerikanischen Arm von Shogakukan Productions geschnitten und editiert. Typische Änderungen beinhalten u. a. das Belegen aller Schwerter mit einem Glüheffekt, die Entfernung aller japanischen Texte sowie der Austausch des Original-Soundtrack. Von der ersten Staffel wurden nur 52 der 56 Folgen synchronisiert und im Fernsehen auch nur 48 in anderer Reihenfolge ausgestrahlt. Bei Axess wurden nur 45 der 51 Folgen ausgestrahlt. Die anderen drei Staffeln wurden nie lokalisiert.
Die US-Fassung wurde auch in Deutschland von RTL II übernommen, die die erste Staffel vom 23. August bis 19. Oktober 2004 ausstrahlten.

#### Synchronisation
Die Synchronisation der deutschsprachigen Fassung wurde in den Berliner MME Studios mit der folgenden Besetzung der Hauptrollen aufgenommen:
| Westliche Rolle    | Japanischer Sprecher (Seiyū) | Deutscher Sprecher |
| ------------------ | ---------------------------- | ------------------ |
| Chaud Blaze        | Mitsuki Saiga                | Sebastian Schulz   |
| Count Zap          | Kenta Miyake                 | Bernhard Völger    |
| ElecMan            | Chihiro Suzuki               | Rainer Fritzsche   |
| Glyde              | Yasuhiko Kawazu              | Oliver Feld        |
| GutsMan            | Yoshimitsu Shimoyama         | Uli Krohm          |
| IceMan             | Junko Noda                   | Tommy Morgenstern  |
| Kid Grave          | Noriko Hidaka                | Robin Kahnmeyer    |
| Lan Hikari         | Kumiko Higa                  | David Turba        |
| Maddy              | Junko Noda                   | Victoria Sturm     |
| Maylu              | Kaori Mizuhashi              | Ilona Otto         |
| Maysa / Cmdr. Beef | Jin Horikawa                 | Gerald Paradies    |
| MegaMan            | Akiko Kimura                 | Marcel Collé       |
| PharaoMan          | Keiji Fujiwara               | Jörg Hengstler     |
| ProtoMan           | Masaya Matsukaze             | Gerrit Schmidt-Foß |
| Roll               | Masako Joh                   | Uschi Hugo         |

### Musik

#### Japan
Vorspanntitel
1. Rockman.EXE: Rockman no Thema ~Kaze wo Tsukinukete~ (ロックマンのテーマ〜風を突き抜けて〜, Rokkuman no Tēma ~Kaze wo Tsukinukete~)
2. Rockman.EXE Axess: Futatsu no Mirai (二つの未来)
3. Rockman.EXE Stream: Be Somewhere von Buzy
4. Rockman.EXE Beast: Shōri no Uta (勝利のうた) von Dandelion (ダンデライオン, Danderaion)

Abspanntitel
1. Rockman.EXE, Folge 1–25: Piece of Peace von mica
2. Rockman.EXE, Folge 26–56: begin the TRY von Shōtarō Morikubo (森久保 祥太郎)
3. Rockman.EXE Axess: Hikari to Doku Basho (光とどく場所) von Kumiko Higa & Akiko Kimura (比嘉久美子&木村亜希子; Synchronsprecher von Netto Hikari und Rockman)
4. Rockman.EXE Stream, Folge 1–25: Doobee Doowop Communication (ドゥビドゥワ コミュニケーション, Dubidū Komyunikēshon) von babamania
5. Rockman.EXE Stream, Folge 26–51: Hikari to Doku Basho ~ Yūjo no Shirushi (光とどく場所〜友情のしるし) von Kumiko Higa & Akiko Kimura
6. Rockman.EXE Beast: Ashiato (あしあと) von Clair

#### Westen
In Deutschland erschien die Musik-CD „MegaMan NT Warrior - Die offiziellen Hits zur RTLII Serie“, die 15 Titel beinhaltet.

### Manga
Von Ryō Takamisaki erschien ein Manga zur Serie in den Ausgaben 2/2001 bis 9/2006 von Shōgakukans Manga-Magazin CoroCoro Comic. Von Juli 2001 bis 28. November 2006 wurden die Kapitel in 13 Sammelbänden (Tankōbon) zusammengefasst.
Der Manga wurde auch in den USA auf Englisch bei VIZ Media veröffentlicht.